# 제54회 미국 작가 조합상
제54회 미국 작가 조합상은 2001년 뛰어난 활동을 보인 영화 작가를 기리기 위해 2002년 3월에 열린 시상식이다. [서부]LA, 비벌리 힐튼 호텔/[동부]뉴욕, 피에르 호텔에서 개최되었으며 사회자는 제프리 로스이다.

## 수상 및 후보

### 각본상
- 고스포드 파크 - 줄리안 펠로위스 수상
- 뷰티풀 마인드 - 아키바 골즈먼 수상

### 월계수상
- 블레이크 에드워즈 수상

### 발렌타인 데이비스 상
- David Angell 수상

### 모건 콕스 상
- D.C. Fontana 수상

### 에드몬드 J. 노스 상
- Christopher Knopf 수상

### 파울 셀빈 명예상
- 리빙 하바나 - 티모시 J. 섹스턴 수상